# Людиновокабель
ЗАО «Людиновокабель» — российское предприятие по производству энергетических проводов и кабелей. Является производственным подразделением группы компаний «Людиновокабель».
Расположен в городе Людиново Калужской области. В настоящее время численность работников составляет более 700 человек, номенклатура производства превышает 3000 маркосечений.
Заводом используется оборудование ведущих производителей, таких как: SAMP, Bartell Machinery Systems, Pourtier, Rosendahl, QUEINS.
В 2005 году в «Людиновокабель», впервые для кабельного производства России, была разработана и внедрена автоматизированная система планирования и управления производством на базе SyteLine.
В сентябре 2004 года система менеджмента качества завода была сертифицирована на соответствие требованиям ГОСТ Р ИСО9001 (ИСО9001) и международного стандарта ISO9001.
В 2010 г. ЗАО «Людиновокабель» подтвердил соответствие СМК стандарту ISO9001:2008 и ГОСТ Р ИСО9001-2008.
«Людиновокабель» имеет лицензию на прокладку кабелей марок АПвБбШп(г) и ПвБбШп(г) в «Московские кабельные сети». В июне 2011 года «Людиновокабель» получил официальное разрешение на применение в сетях «Ленэнерго» кабеля с СПЭ изоляцией на напряжение 1 кВ марки (А)ПвБбШп(г). «Людиновокабель» имеет лицензию на право изготовления кабелей для атомных станций.

## Продукция завода
- Кабели силовые для стационарной прокладки, в том числе в исполнении «нг» и «нг-LS» и защитным покровом типа Ббшв и экраном.
- Кабели с изоляцией из сшитого полиэтилена
- Контрольные кабели, в том числе в исполненении «нг» и «нг-LS», с защитным покровом типа БбШв и экраном.
- Неизолированные провода для воздушных линий электропередачи — А, АС, М.
- Самонесущие изолированные провода — «СИП»
- Самонесущие изолированные провода (СИП) + оптический элемент: информационно-силовой кабель «ТЕЛСИЛ»
- Установочные провода

## История завода
- 1993 г. — создание завода.
- 1994 г. — выпуск первой товарной продукции.
- 2004 г. — внедрена система менеджмента качества. Получен сертификат ISO 9001 : 2000.
- 2005—2006 г. — создание участка СИП.
- 2007—2008 г. — строительство нового цеха.
- 2009 г. — открыт новый цех общей площадью 8 тысяч квадратных метров и запущена новая линия по производству самонесущих изолированных проводов. Выпуск проводов марки СИП увеличен в 2,5 раза.
- 2011 г. — получен патент на новый информационно-силовой кабель «Телсил».

## Награды
- Неоднократный победитель Российского и регионального конкурса «100 лучших товаров России»[1][2]
- Сайт «Людиновокабель» стал лучшим электротехническим сайтом 2010 года по версии «Рынок электротехники»